# CRIMSON & JET BLACK
『CRIMSON & JET BLACK』（クリムゾン・アンド・ジェット・ブラック）は、日本のヘヴィメタル・バンドANTHEMが2023年に発表したアルバムである。

## 概要
2019年に発表した全英詞による再レコーディング作『NUCLEUS』と同様に今作も全英詞による楽曲が収録されており、全世界同時発売となっている。
オリジナル・アルバムとしては『ENGRAVED』以来約6年振りとなる通算17枚目の作品。
CD+Bru-ray、CD+DVD、CDのみの3形態で発売され、通販限定でカセットテープとLPレコードの2形態も発売された。

## 収録曲
| 全作詞・作曲: 柴田直人・M-7作曲：清水昭男。 |                            |                               |                               |      |
| #                                           | タイトル                   | 作詞                          | 作曲・編曲                    | 時間 |
| 1.                                          | 「Snake Eyes」             | 柴田直人 ・M-7作曲： 清水昭男 | 柴田直人 ・M-7作曲： 清水昭男 | 4:09 |
| 2.                                          | 「Wheels of Fire」         | 柴田直人 ・M-7作曲： 清水昭男 | 柴田直人 ・M-7作曲： 清水昭男 | 4:34 |
| 3.                                          | 「Howling Days」           | 柴田直人 ・M-7作曲： 清水昭男 | 柴田直人 ・M-7作曲： 清水昭男 | 4:47 |
| 4.                                          | 「Roaring Vortex」         | 柴田直人 ・M-7作曲： 清水昭男 | 柴田直人 ・M-7作曲： 清水昭男 | 5:58 |
| 5.                                          | 「Blood Brothers」         | 柴田直人 ・M-7作曲： 清水昭男 | 柴田直人 ・M-7作曲： 清水昭男 | 4:26 |
| 6.                                          | 「Master of Disaster」     | 柴田直人 ・M-7作曲： 清水昭男 | 柴田直人 ・M-7作曲： 清水昭男 | 4:33 |
| 7.                                          | 「Void Ark」(Instrumental) | 柴田直人 ・M-7作曲： 清水昭男 | 柴田直人 ・M-7作曲： 清水昭男 | 4:18 |
| 8.                                          | 「Faster」                 | 柴田直人 ・M-7作曲： 清水昭男 | 柴田直人 ・M-7作曲： 清水昭男 | 5:23 |
| 9.                                          | 「Burn Down the Wall」     | 柴田直人 ・M-7作曲： 清水昭男 | 柴田直人 ・M-7作曲： 清水昭男 | 4:23 |
| 10.                                         | 「Mystic Echoes」          | 柴田直人 ・M-7作曲： 清水昭男 | 柴田直人 ・M-7作曲： 清水昭男 | 5:57 |
| 11.                                         | 「Danger Flight」          | 柴田直人 ・M-7作曲： 清水昭男 | 柴田直人 ・M-7作曲： 清水昭男 | 4:13 |
| 合計時間:                                   | 合計時間:                  | 52:41                         |                               |      |

| #   | タイトル                           | 作詞 | 作曲・編曲 |
| --- | ---------------------------------- | ---- | ---------- |
| 1.  | 「Don't Let It Die」               |      |            |
| 2.  | 「Keep Your Spirit Alive」         |      |            |
| 3.  | 「Overture〜On And On」            |      |            |
| 4.  | 「Blood Line」                     |      |            |
| 5.  | 「Death To Death」                 |      |            |
| 6.  | 「Voice Of Thunderstorm」          |      |            |
| 7.  | 「Evil Touch」                     |      |            |
| 8.  | 「Walk Through The Night」         |      |            |
| 9.  | 「Sacred Trace」                   |      |            |
| 10. | 「Gypsy Ways (WIN, LOSE OR DRAW)」 |      |            |
| 11. | 「Awake」                          |      |            |
| 12. | 「Do You Understand」              |      |            |
| 13. | 「Shout It Out!」                  |      |            |
| 14. | 「Engraved」                       |      |            |
| 15. | 「Soul Cry」(Cat's In Kutsushita)  |      |            |
| 16. | 「Night After Night」              |      |            |
| 17. | 「Wild Anthem」                    |      |            |

## 演奏
ANTHEM
- 柴田直人 - ベース
- 清水昭男 - ギター
- 森川之雄 - ボーカル
- 田丸勇 - ドラムス

- 高濱祐輔 - キーボード